# Desmos cochinchinensis
Desmos cochinchinensis är en kirimojaväxtart som beskrevs av João de Loureiro. Desmos cochinchinensis ingår i släktet Desmos och familjen kirimojaväxter. Utöver nominatformen finns också underarten D. c. fulvescens.